# Attyla

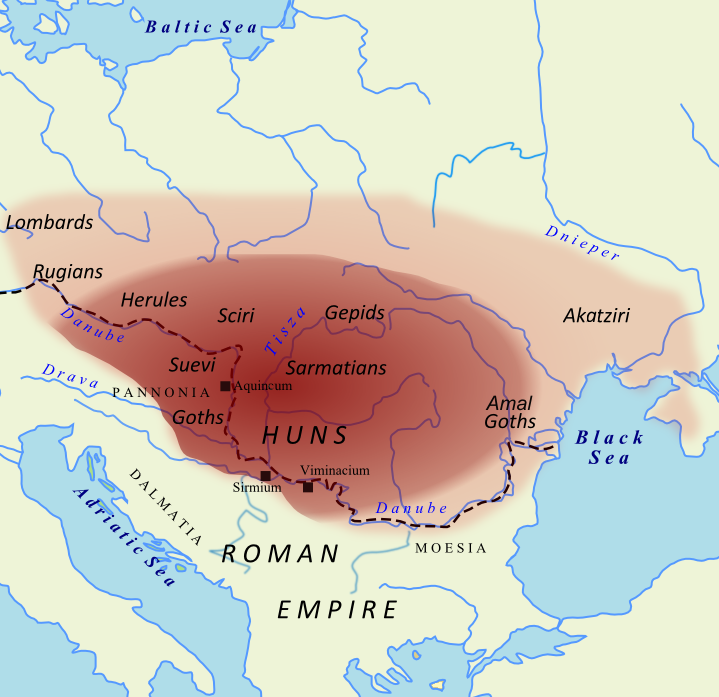
Przypuszczalny zasięg terytorium kontrolowanego przez Attylę ok. roku 450

Attyla (łac. Attila z goc. dosłownie „Mały ojciec”, „Ojczulek”), zwany też „Biczem Bożym” (łac. Flagellum Dei) (ur. 406, zm. 453) – władca Hunów w latach 445–453, który wraz z bratem Bledą przejściowo stworzył rozległe imperium władzy na ziemiach europejskich.

## Życiorys

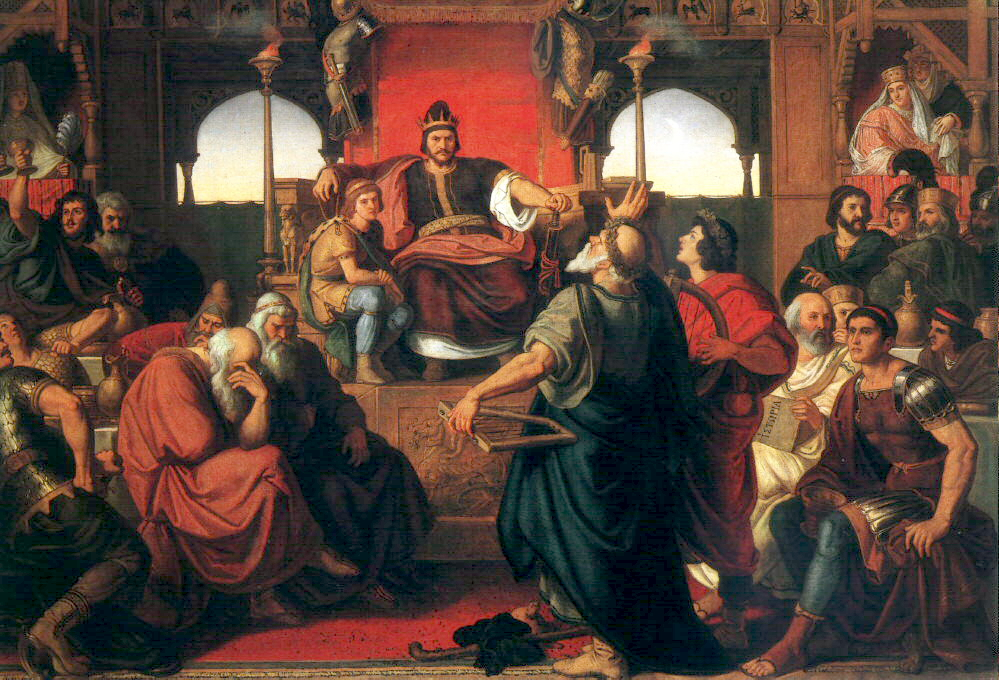
Uczta Attyli (mal. Mór Than, 1870)

Urodził się jako syn Mundzuka, dziedzicząc ze starszym bratem Bledą tron po stryju Ruasie. Po objęciu władzy nad plemieniem rezydował w okolicy Tokaju w górnych Węgrzech. W 441 spustoszył Mezję, Ilirię i Trację. W 445 w trakcie polowania zabił Bledę, z którym dotychczas dzielił przywództwo nad Hunami, rzekomo myląc go z niedźwiedziem. W 447 najechał Cesarstwo Wschodniorzymskie i zmusił cesarza Teodozjusza II do zapłacenia jednorazowego trybutu w wysokości 6000 funtów złota; potroił też wówczas do 2100 rzymskich funtów złota płaconą przez cesarstwo coroczną daninę. Jednym z zarzutów wobec Rzymian było zbezczeszczenie przez biskupa z Margus królewskich grobów Hunów na północ od Dunaju.
Attyla zamierzał poślubić Honorię, siostrę cesarza Walentyniana III, jednak kiedy jego zabiegi zostały odrzucone (450), przeprawił się przez Ren na zamieszkane przez Franków tereny Cesarstwa Zachodniorzymskiego i zburzył wiele miast frankijskich, między innymi Metz. Oblegał też Orlean, gdzie rzymski wódz Aecjusz Flawiusz odparł go spod miasta. Na Polach Katalaunijskich pomiędzy Troyes a Metzem doszło do krwawej bitwy pomiędzy wojskami Attyli a sprzymierzonymi Wizygotami, Burgundami, Frankami i Rzymianami. Hunowie zostali pokonani, Attyla wycofał się, lecz już w następnym roku najechał północną Italię (452). Zburzył m.in. Akwileję. Głód i panująca wśród Hunów zaraza skłoniły go jednakże do przerwania najazdu. 

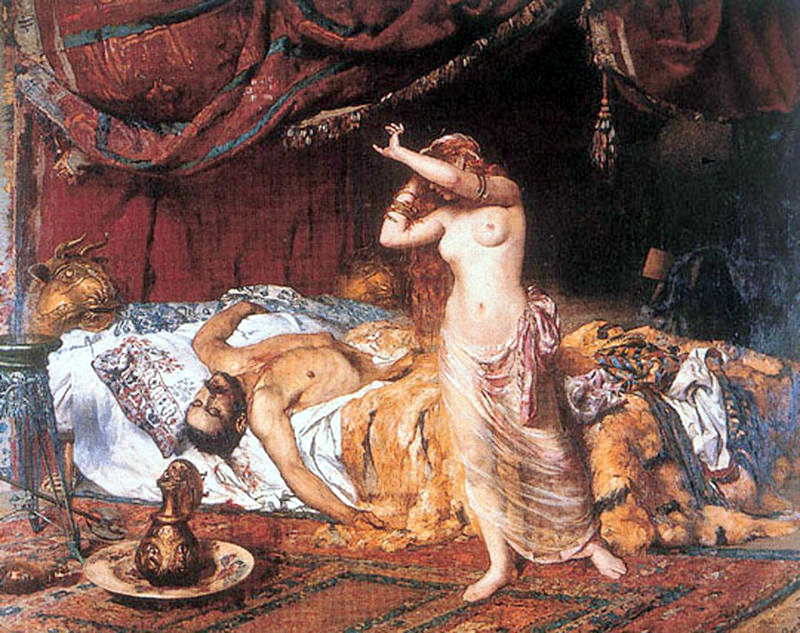
Śmierć Attyli (mal. Ferenc Paczka)

W 453 Attyla zmarł z powodu krwotoku z nosa, kiedy krew zalała mu płuca, podczas gdy sam monarcha był kompletnie bezwładny z powodu nadmiernej ilości spożytego alkoholu. Zabawa Hunów odbywała się z okazji zawarcia małżeństwa Attyli z Ildico, jego ostatnią żoną. Synowie Attyli podzielili państwo między siebie, co doprowadziło do jego dezorganizacji i rozpadu. Według innych źródeł, Attyla zmarł w wyniku przepicia na własnym ślubie lub zmarł we własnym łóżku w wyniku otrucia. W 454 Gepidzi rozbili Hunów w bitwie nad rzeką Nedao. Ich resztki odeszły na wschód.

## Attyla w literaturze
Attyla jako Etzel lub Ecel pojawia się w niemieckiej Pieśni o Nibelungach, zaś w Eddzie poetyckiej – Frag. pieśni o Sygurdzie (Brot af Sigurdarkvidu), Pieśni o Gudrun I (Gudrunarkvida I), Pieśni o Sygurdzie krótkiej (Sigurdarkvida en skamma), Zamordowaniu Niflungów (Drap Niflunga), Pieśni o Gudrun II. Dawnej (Gudrunarkvida II. En forma), Pieśni o Gudrun III (Gudrunarkvidar III), Płaczu Oddruny (Oddrunar gratr), Grenlandzkiej pieśni o Atlim (Atlmal en gronlenzku), Podżeganiu Gudruny (Gudrunar hvot) i Pieśni o Hamdirze (Hamdismal) – jako Atli syn króla Hunów, Budliego brat Oddruny, Brunhildy walkirii i drugi mąż Gydrun córki króla Gotów, Gjukiego i jego żony Grimhildy.
Autor Kroniki królestwa Słowian, czyli Latopisowu Popa Duklanina (XII w.) myli Attylę z postacią króla Węgrów Arpada.
Z kolei redaktor czy interpolator Kroniki wielkopolskiej z XIV w. tak próbował wytłumaczyć słowiańskie, jak sądził, pochodzenie Węgrów: mieli się oni wywodzić z kraju nad rzeką Wkrą (niem. Ucker), wpadającą do Morza Bałtyckiego. Wypierani przez Gotów postanowili udać się wraz z rodzinami do Panonii, skąd pochodzili (?). Aby wędrówką nie wyrządzać szkód i przykrości swemu ludowi słowiańskiemu, uczynili to w sposób bardzo niebezpieczny, wędrując przez kraj Teutonów, Burgundię, Lombardię aż do Slawonii. Ich król Tyla, zwany w pismach Attyla, przybywszy do Panonii, w niej obrał sobie stałe miejsce pobytu. Ponieważ napłynęło do nich wiele ludów słowiańskich, porzucili nazwę Wkrzanie i nazwali się Wandalami. Część zaś owych Słowian, którzy od rzeki Wkry nazywali się Wkrzanami – jeszcze bardziej komplikuje sprawę kronikarz wielkopolski – potem od czasu zmieszania się z ludem Hunów (...) zarówno od Hunów, jak i od Wkrzan została nazwana Węgrami (Kronika wielkopolska, prolog). Bez wątpienia powodem tej kontaminacji było podobieństwo nazw Ungari, Hungari – Hunni – Vcra, Ukra.
Attyla to także tytuł opery Giuseppe Verdiego.
Powieść historyczną o najsłynniejszym wodzu Hunów pt. Attyla, Bicz Boży napisał William Dietrich (Dom Wydawniczy Bellona, Warszawa 2005). Kolejne powieści o Attyli opublikował angielski literat Christopher Hart piszący pod pseudonimem William Napier: Attyla (Wydawnictwo Vesper 2009) i Attyla. Nadciągająca burza (Wydawnictwo Vesper 2011).

## Związki z Arpadami
Według legendy o Hunorze i Magorze i niektórych źródeł Attyla był przodkiem dynastii Arpadów, nie wiadomo jednak, w linii którego syna. Niektórzy sądzą, że pochodzą od Csaby, inni, że od Ernaka. Pokrewieństwo to jest jednak w zasadzie niemożliwe do udowodnienia. Znany humanista włoski Filip Kallimach napisał biografię Attyli dedykowaną królowi Maciejowi Korwinowi. W swej pracy opierał się na dziełach m.in. Ammianusa Marcellinusa, Jordanesa, Pawła Diakona, Marcellinusa Komesa, Hydacjusza, Sokratesa Scholastyka, Hermiasza Sozomena. Natomiast Janus Pannonius przedstawiał temu monarsze Attylę jako wzór władcy idealnego, z którym król mógłby się identyfikować.

## (Niepewna) genealogia
| 4. Kuridak |  |            |  |  |           |
|            |  | 2. Mundzuk |  |  |           |
| 5. NN      |  |            |  |  |           |
|            |  |            |  |  | 1. Attyla |
| 6. NN      |  |            |  |  |           |
|            |  | 3. NN      |  |  |           |
| 7. NN      |  |            |  |  |           |
|            |  |            |  |  |           |

## Rodzina

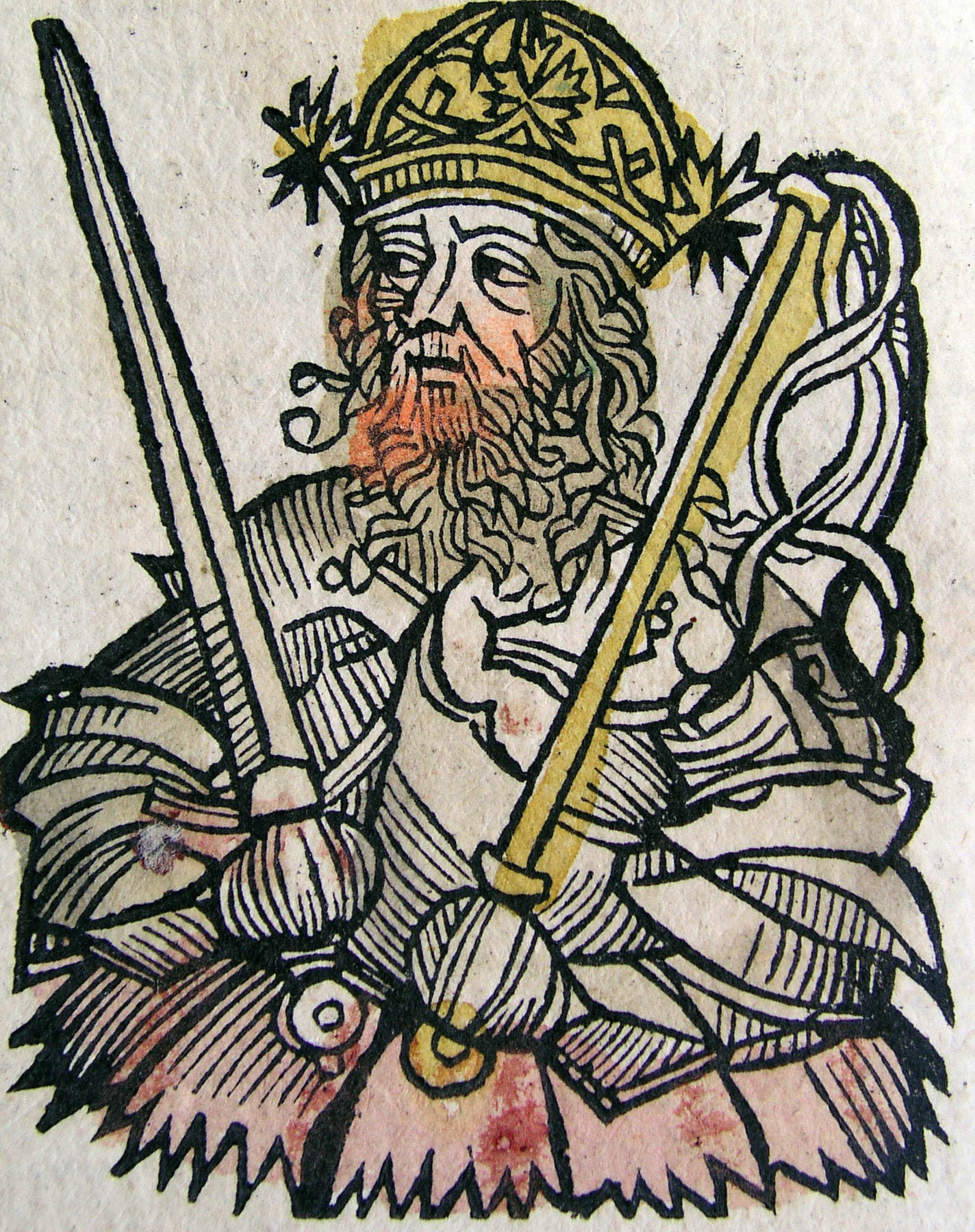
Podobizna Attyli w norymberskiej Kronice Świata Hartmanna Schedla (1493)

### Żony
- Hereka (Herricha)
- Arykan
- Ildico (Hildiko)
- Gudrun

### Potomstwo
- Tuldila
- Dengizek (inaczej Dengizik, Dengizich, Dengezich, u Jordanesa Dintzic)
- Sengilak
- Tingiz
- Csaba
- Bel-Kermek
- Ellak
- Ernak (inaczej Ernach, Hernak, Hernach)

## Literatura tematu
- K. Dąbrowski, T. Nagrodzka-Majchryk, E. Tryjarski, Hunowie europejscy, Protobułgarzy, Chazarowie, Pieczyngowie, z serii: „Kultura Europy wczesnośredniowiecznej” z. 4, Ossolineum 1975
- Ryszard Grzesik, Attyla a Słowianie. Przyczynek do wyobrażeń o kontaktach huńsko-słowiańskich w średniowiecznych źródłach narracyjnych, [w:] „Roczniki Historyczne” 59 (1993).
- György Györffy, Święty Stefan I.Król Węgier i jego dzieło., przekład Tomasz Kapturkiewicz, Oficyna Wydawnicza Rytm, Warszawa 2003., ISBN 83-7399-098-4.
- Peter Heather, Upadek Cesarstwa Rzymskiego, przeł. Janusz Szczepański, Dom Wydawniczy Rebis, Poznań 2007., ISBN 978-83-7301-735-1.
- Jordanes, O pochodzeniu i czynach Gotów, [w:] Edward Zwolski – Kasjodor i Jordanes. Historia gocka, czyli Scytyjska Europa, Wydawnictwo Towarzystwa Naukowego Katolickiego Uniwersytetu Lubelskiego, Lublin 1984
- Philippi Callimachi [Filip Kallimach], Attila, edit atque in linquam Polonam traduxit Thaddaeu Kowalewski, PWN, Warszawa 1962
- Józef Kuranc, Wyprawa poselstwa wschodniorzymskiego na dwór Attyli, [w:] „Meander” R. 12 (1957), s. 20–36
- Dénes Lengyel, Korona i miecz. Opowieści z dziejów Węgier, przełożyli T. Kulisiewicz, A. Mazurkiewicz, M. Paczoska, M. Schweinitz-Kulisiewicz, I. Szyszkowska, „Nasza Księgarnia”, Warszawa 1990, ISBN 83-10-09398-5.
- John Man, Attyla. Barbarzyńca który rzucił wyzwanie Rzymowi, przekład Katarzyna Bażyńska-Chojnacka, Piotr Chojnacki, z serii: „Wielcy historii”, Wydawnictwo Amber, Warszawa 2005., ISBN 83-241-2347-4.
- Magdalena Mączyńska, Wędrówki ludów. Historia niespokojnej epoki IV i V w, PWN, Warszawa-Kraków 1996, ISBN 83-01-12120-3.
- Marcin Pawlak, Aecjusz i Barbarzyńcy, Kraków: Towarzystwo Wydawnicze „Historia Iagellonica”, 2007, ISBN 978-83-88737-88-6, OCLC 233493059. Brak numerów stron w książce
- Jerzy Strzelczyk, Mity, podania i wierzenia dawnych Słowian, Dom Wydawniczy Rebis, Poznań 1998. (pod hasłem Attyla)
- Lech A. Tyszkiewicz, Hunowie w Europie. Ich wpływ na Cesarstwo Wschodnie i Zachodnie oraz na ludy barbarzyńskie, Wydawnictwo Uniwersytetu Wrocławskiego, Wrocław 2004
- Lech A. Tyszkiewicz, Barbarzyńcy w Europie, Wrocław 2006
- Marek Wilczyński, Bipedes bestiae – obraz Hunów w oczach autorów rzymskich IV i V w. n.e., [w:] „Annales Academiae Paedagogicae Cracoviensis. Studia Historica II” Folia 17, pod red. Jerzego Gołębiowskiego, Wydawnictwo Naukowe Akademii Pedagogicznej, Kraków 2003., ISSN 1643-6547.
- Otto J. Maenchen-Helfen, Die Welt der Hunnen. Eine Analyse ihrer historischen Dimension, deutschsprachige Ausgabe besorgt von Robert Göbl, Wien-Köln-Graz 1978
- Retervölker aus dem Osten. Hunnen + Awaren, Burgenländische Landesausstelllung 1996 Schloß Halbturn, Begleitbuch und Katalog, Eisenstadt.
- Géza Gárdonyi, Byłem niewolnikiem Hunów, przeł. Andrzej Sieroszewski, Instytut Wydawniczy „Nasza Księgarnia”, Warszawa 1984 (wyd. II), ISBN 83-10-08632-6.
- William Dietrich, Attyla. Bicz Boży, przeł. Michał Kompanowski, Dom Wydawniczy Bellona, Warszawa 2006, ISBN 83-11-10399-2.
- Romuald Wojna, Wielki świat nomadów. Między Chinami i Europą, Warszawa: Wiedza Powszechna, 1983, ISBN 83-214-0271-2, OCLC 749252595. Brak numerów stron w książce
- Philip Matyszak, Wrogowie Rzymu, przeł. Urszula Ruzik-Kulińska, Dom Wydawniczy Bellona, Warszawa 2007, s. 232−242, ISBN 978-83-11-10678-9.
- Michael Lee Lanning, 100 największych dowódców wszech czasów, Tytuł oryginału: All Military 100. A ranking of the most influental military of all time, ISBN 83-7129-554-5.
- Praca zbiorowa, 1000 lat sławnych ludzi, Świat Książki, Warszawa 2002, ISBN 83-7391-276-2.